# Charuli
Charuli (gruzínsky ხარულის ქედი, Charulis kedi) je horský hřeben v Gruzii, součást Centrálního Velkého Kavkazu. Táhne se poledníkovým směrem na jih od vulkanické vysočiny Keli. Z východu jej ohraničuje řeka Ksani, na jihu spadá do roviny Šida Kartli, ze západu jej odvodňují řeky Patara Liachvi, Medžuda a Lechura, mezi kterými z něj vybíhá několik drobnějších hřbetů. Nejvyšším vrcholem je 3230 m vysoký Gelavduri v severní části hřbetu.

## Stavba a reliéf
Hřeben je tvořen svrchně jurskými až spodně křídovými horninami karbonátového flyše, kterými jsou zejména pískovce, jílové břidlice, slíny a vápence. V severní části pohoří proráží tyto horniny sopečný kužel hory Citelchati (3026 m) tvořený čtvrtohorními andezity a dacity. Lávové proudy z tohoto kužele směřují severovýchodním směrem do údolí řeky Ksani, přičemž samotný kužel uzavřel starý ledovcový kar a vytvořil v něm dvě jezera v nadmořské výšce 2760 m.
Reliéf hřbetu byl v nejvyšších, severních částech formován svrchně pleistocenním zaledněním, které zejména na severních svazích zanechalo několik karů. Recentní zalednění v pohoří není. Větší část pohoří byla pod sněžnou čarou i v pleistocénu, reliéf je zde dán zejména litologií skalního podkladu (například suťové osypy ve vápencích), říční údolí mají průřez ve tvaru písmene V.